# Testamento di Isacco
Il Testamento di Isacco (in etiopico classico:ገድለ ፡ ይለሐቅ traslitterazione: Gädlä Yǝsḥaq) è un apocrifo dell'Antico Testamento pervenutoci in copto (sia in dialetto sahidico che in dialetto bohairico), arabo e ge'ez a partire da un prototesto perduto (probabilmente in greco), databile tra il II-V secolo d.C.

## Storia
È il secondo dei cosiddetti "Testamenti dei Tre Patriarchi", tra i quali sono annoverati anche il Testamento di Abramo (dal quale esso deriva) e il Testamento di Giacobbe. Nonostante l'autore di tali testi sia identificato, negli incipit dei tre "Testamenti", nella figura di Atanasio di Alessandria tale attribuzione è puramente fittizia, in considerazione del fatto che dei testi in questione non appaiono trascrizioni al di fuori delle chiese Copta ed Etiope Ortodossa. Il testo era conosciuto anche presso i Beta Israel; della versione in lingua ge'ez in uso presso questo gruppo sopravvivono alcune copie risalenti al XVIII-XX secolo.

## Contenuto
Il testo sebbene fortemente connotato in senso cristiano nell'enfasi che pone sulla commemorazione delle morti di Abramo ed Isacco, eventi chiave nella chiesa copta, è di incerta origine. Alcuni studiosi supportano l'ipotesi dell'origine cristiana, piuttosto che giudaica diversamente dagli altri Testamenti dei Patriarchi, altri attribuiscono la composizione originaria ad elementi ebraici egizi.
Contiene dialoghi di natura morale di Isacco morente con l'arcangelo Michele, cui segue il resoconto del suo viaggio attraverso l'inferno ed infine in paradiso dove incontra Dio e Abramo. Al termine dell'incontro Isacco viene trasportato nel suo letto, dove muore; la sua anima viene quindi portata su un sacro cocchio in paradiso. L'opera si caratterizza per l'enfasi posta sull'ascetismo e le opere buone.